# Maunie
Maunie es una villa ubicada en el condado de White en el estado estadounidense de Illinois. En el Censo de 2010 tenía una población de 139 habitantes y una densidad poblacional de 337,54 personas por km².

## Geografía
Maunie se encuentra ubicada en las coordenadas 38°2′7″N 88°2′45″O / 38.03528, -88.04583. Según la Oficina del Censo de los Estados Unidos, Maunie tiene una superficie total de 0.41 km², de la cual 0.41 km² corresponden a tierra firme y (0%) 0 km² es agua.

## Demografía
Según el censo de 2010, había 139 personas residiendo en Maunie. La densidad de población era de 337,54 hab./km². De los 139 habitantes, Maunie estaba compuesto por el 95.68% blancos, el 2.16% eran afroamericanos, el 1.44% eran amerindios, el 0% eran asiáticos, el 0% eran isleños del Pacífico, el 0% eran de otras razas y el 0.72% pertenecían a dos o más razas. Del total de la población el 1.44% eran hispanos o latinos de cualquier raza.